# Kasteel Fleckenstein
Het Kasteel Fleckenstein (Frans: Château de Fleckenstein) is een ruïne van een kasteel in Lembach in de Elzas. Het kasteel werd in het begin van de 12e eeuw gebouwd door de familie Fleckenstein. De Fleckenstein werd in opdracht van Lodewijk XIV van Frankrijk verwoest in 1689. De ruïne is momenteel staatsbezit en geopend voor bezoekers. Château du Fleckenstein wordt jaarlijks door 70.000 mensen bezocht.

## Geschiedenis
De Fleckenstein werd gebouwd in de 12e eeuw, in ieder geval voor het jaar 1165. Het kasteel werd gebouwd door de adellijke familie Fleckenstein en is ook naar die familie vernoemd. Deze familie was in drie stammen verdeeld, maar in de 15e eeuw waren er hier nog twee van over. In de eeuw na de bouw van de Fleckenstein onderging het kasteel vele renovaties en verbouwingen. Ook tussen 1541 en 1570 onderging het kasteel een verbouwing. In die eeuw, de 16e eeuw, werd de Fleckenstein in tweeën gedeeld; elk van de twee stammen binnen de familie had een eigen helft. Tijdens de Dertigjarige Oorlog (1618-1648) werd het kasteel gebruikt als schuilplaats voor families uit de regio. In 1689 werd de Fleckenstein, tijdens de Negenjarige Oorlog in opdracht van Lodewijk XIV van Frankrijk vernietigd door generaal Melac.
Het kasteel bleef in bezit van de familie, totdat de laatste erfgenaam van de familie Fleckenstein in 1720 kwam te overlijden. De Fleckenstein werd toen eigendom van de familie Vitzthum d'Egersberg, die vier kleine stukken land bezat in de Elzas. In 1807 werd het kasteel eigendom van J.-L. Apffel, maar in 1812 kreeg het Château du Fleckenstein een nieuwe eigenaar: generaal Harty. Hij was de baron van Pierrebourg (Fleckenstein in het Frans).
In 1898 werd het Château du Fleckenstein een monument en in 1919 werd de ruïne staatsbezit. Het werd gerenoveerd na 1870, rond 1908 en in 1958.

## Architectuur
De Fleckenstein staat op een zandstenen rots op 338 meter hoogte. Het kasteel had een hoogte van 30 meter, een lengte van 90 meter en een breedte variërend tussen de 10 en 15 meter. Château du Fleckenstein is origineel gebouwd in de romaanse stijl en heeft de vorm van een boot.
Het kasteel had een systeem dat het water opving en dat naar de bovenste verdiepingen bracht.
Het trappenhuis van de Fleckenstein is versierd met de wapens van Friedrich von Fleckenstein, die in 1559 stierf, en zijn vrouw Catherine von Cronberg.

## Overblijfselen
De meeste overblijfselen van de Fleckenstein komen uit de 15e en 16e eeuw, maar uit voorgaande periodes zijn ook nog overblijfselen over. Uit de beginperiode resteert nog een trap, die uit de rots, waarop het kasteel staat, is uitgehouwen. Verder resteren uit deze periode nog uit de rots gehouwen kamers en een wateropslagplaats. Het onderste deel van de put komt uit de 13e of 14e eeuw en de hogere delen komen uit de 15e en de 16e eeuw. De binnendeur van de binnenplaats resteert uit 1407 of 1423 en de buitendeur uit 1428 en 1429.